# Cecil Gant
Cecil Gant (4. dubna 1913, Nashville, Tennessee, USA – 4. února 1951, tamtéž) byl americký bluesový zpěvák a pianista.